# 大賀幹夫
大賀 幹夫（おおが みきお、1971年1月17日 - ）は、日本の男性ブラジリアン柔術家。
1999年からねわざワールド、2003年から大賀道場を主宰し、全国20箇所以上に支部を持つ。また「白帯カーニバル」や「白帯JAM」といった初心者向けのイベントも主催し、柔術界の裾野拡大に貢献している。

## 略歴
大阪府大阪市で生まれ、熊本県八代市、東京都武蔵野市、愛知県名古屋市と転々とした後、小学校6年生からはずっと福岡県太宰府市で育った。
高校卒業後は九州大学工学部に進学、柔道部に所属し七帝柔道を学ぶ。
柔道部には5年間在籍し、3年生時に、七帝戦で当時10連覇中だった京都大学の11連覇を阻んで優勝、4年生時には準優勝、5年生時に再度優勝を収めた。
後の日本ブラジリアン柔術連盟会長の中井祐樹（北海道大学）と同期で当時からの友人である。大学卒業後、鹿児島県国分市の京セラで5年間働き、脱サラして鍼灸師になった。
1999年からブラジリアン柔術を始め、2003年11月に、中井祐樹から日本人としては8人目のブラジリアン柔術黒帯を獲得した。
2005年8月28日にブラジルで行われたマスター&シニア・インターナショナル大会のマスター黒帯プルーマ級 (61 kg) の部で準優勝し、日本人初となる黒帯での世界大会入賞を果たした。
2007年7月8日には、ブラジルで行われたマスター&シニア・インターナショナル大会のシニア1黒帯プルーマ級の部において、アジア人初となる黒帯での世界大会優勝を果たした。
2007年8月、アメリカ合衆国カリフォルニア州で行われたムンジアル2007のアダルト黒帯ガロ級 (55 kg) で3位に入った。ガロ級で2位に入った本間祐輔、黒帯プルーマ級 (61 kg) で2位に入った吉岡大と共に、ムンジアルの黒帯で日本人3人目の入賞を果たした。自著によると、アジア人として最高レベルの実績を残す。
39歳で出場した2010年6月のムンジアルを最後に、現役を引退し、指導者として活動。2011年、調布市議選に出馬、落選。
技術の普及にも熱心で、初期の頃から地方でのセミナーも精力的におこなうかたわら、テクニックビデオを自己出版していた。2010年9月からは、日本で初めて、柔術の技術をインターネットの動画で学べる有料サイトを立ち上げるなどの活動をしている。
2022年、著書『大賀式柔術上達論』で、東京都千代田区、新宿区、調布市で大賀道場を運営、世界に60以上のグループを持つことを記す。
家族は、妻と2人の娘。ブログ『大賀幹夫の日常』では子煩悩な一面が見られる。

## 主催大会
1999年に「初心者JAM」という大会を開いたのを皮切りに、「白帯カーニバル」や「色帯カーニバル」などを年に数回開催している。
これらの大会は日本で初めて、インターネットでの試合申し込みの受付を始めたり、試合開始時間を昼に設定していることで、静岡や山梨など近隣の県からも参加しやすくしているなど、様々な面で参加選手に配慮した大会である。

## 獲得タイトル
主なもの
- 世界柔術選手権（ムンジアル）黒帯ガロ級 3位（2007年）
- マスター＆シニア インターナショナル2007 黒・シニア1・プルーマ 優勝
- マスター＆シニア インターナショナル2005 黒・マスター・プルーマ 準優勝

その他のタイトル
- DUMAU KIMONOS BJJ INTERNATIONAL CUP 2007 黒・アダルト・プルーマ 準優勝
- DUMAU KIMONOS BJJ INTERNATIONAL CUP 2007 黒・アダルト・アブソルート (75 kg) 準優勝
- プロ柔術&グラップリング・大阪夏の陣 勝利
- DUMAU INTERNATIONAL CUP 2006 黒・アダルト・プルーマ 準優勝
- コパ・パラエストラ イースト・ジャパン2006 黒・マスター・プルーマ 優勝
- マスター＆シニア インターナショナル2005 黒・マスター・プルーマ 準優勝
- プロ柔術Gi-06 ガロ級ジャパンカップ 準優勝
- カンペオナート2004 黒・アダルト・プルーマ 準優勝
- COPA DUMAU2004 黒・アダルト・アブソルート 準優勝
- 第3回イサミ杯無差別柔術トーナメント 黒・アダルト・アブソルート 優勝
- カンペオナート2003 茶・アダルト・プルーマ 準優勝
- コパ・パレストラ イースト・ジャパン2003 茶・マスター・プルーマ 優勝
- カンペオナート2002 紫・マスター・プルーマ 優勝
- プロ柔術Gi-ZERO 勝利
- コパ・パレストラ イースト・ジャパン2001 紫・マスター・プルーマ 優勝
- カンペオナート2000 紫・アダルト・アブソルート 準優勝
- 第二回全日本 紫・アダルト・プルーマ 準優勝
- カンペオナート1999 青・アダルト・プルーマ 優勝

## 七帝柔道に関する活動
大学卒業後も七帝柔道に寄せる思いは大きく、自ら「七帝柔道応援サイト」を立ち上げ、過去の試合の動画をネット上にアップするなどしている。
また、2004年から京都大学が主催している寝技研鑽会の講師を岡本啓（京都大学柔道部OB）とともに毎年務め、学生に寝技を講習している。

## 出演

### テレビ
- 柔術やろうぜ!（2019年11月3日 ‐ 2020年1月27日、tvk） ‐ ゲスト

## 著作
- 大賀幹夫『大賀式柔術上達論』日貿出版社、2022年7月31日。ISBN 978-4-8170-6038-9。